# Dimorphothericles
Dimorphothericles is een geslacht van rechtvleugeligen uit de familie Thericleidae. De wetenschappelijke naam van dit geslacht is voor het eerst geldig gepubliceerd in 1977 door Descamps.

## Soorten
Het geslacht Dimorphothericles omvat de volgende soorten:
- Dimorphothericles rubrithorax Descamps, 1977
- Dimorphothericles sanguinolentus Descamps, 1977